# Bound to You
Bound to You – ballada popowa stworzona na ścieżkę dźwiękową Burlesque: Original Motion Picture Soundtrack (2010). Wykonywany przez amerykańską piosenkarkę Christinę Aguilerę oraz wyprodukowany przez Samuela Dixona, utwór wydany został jako trzeci singel z krążka dnia 17 grudnia 2010 roku, pełniąc jedynie funkcję singla promocyjnego. Odbiór „Bound to You” przez krytyków muzycznych był pozytywny. W 2010 kompozycja została nominowana do nagrody Złotego Globu w kategorii najlepsza piosenka.

## Informacje o utworze
Autorami utworu są Australijczycy Sia Furler i Samuel Dixon (producent nagrania) oraz sama Christina Aguilera; cała trójka stworzyła inną balladę Aguilery, „You Lost Me”, która zawarta została na albumie Bionic (2010). W wywiadzie dla magazynu Billboard Aguilera wyznała, że „Bound to You” jest jej ulubionym utworem z Burlesque OST. Ballada jest jedną z trzech piosenek napisanych przez Aguilerę na ścieżkę dźwiękową do filmu Burleska (Burlesque, 2010) oraz jedną z ośmiu przez nią wykonanych. Zalążek kompozycji, jeszcze przed rozpoczęciem produkcji Burleski, stworzył Steve Antin, późniejszy reżyser. Piosenka śpiewana jest z perspektywy młodej kobiety, która doświadcza zakochania po raz pierwszy w życiu. Podmiot liryczny czuje się przywiązany emocjonalnie do miłosnego obiektu. Nagranie powstawało na przestrzeni 2010 roku w trzech studiach: Sunset Sound i Larrabee Sound Studio w Hollywood oraz The Red Lips Room, osobistej pracowni Aguilery w jej posiadłości w Beverly Hills. W grudniu 2010 kompozycja została wyłoniona jako jeden z czterdziestu jeden utworów ubiegających się o nominację do Oscara. Ostatecznie nie otrzymała nominacji.

### Obecność w kulturze masowej
Cristen Crane wykonała utwór na łamach amerykańskiej edycji talent show The Voice (2017). Drag queen Monét X Change – uczestniczka programu RuPaul’s Drag Race – wskazała „Bound to You” jako swoją ulubioną piosenkę Aguilery.

## Wydanie singla
17 grudnia 2010 roku, trzy dni po premierze promo singla „You Haven’t Seen the Last of Me” w wykonaniu Cher, odbyła się premiera promo „Bound to You”. Oba single promowały film Burleska (Burlesque, 2010) oraz pochodzącą z niej ścieżkę dźwiękową, lecz – w przeciwieństwie do utworu Cher – dla piosenki Aguilery nie planowano oficjalnej premiery komercyjnej na płytach kompaktowych. Na promo CD składał się, poza samym utworem, zapis występu Aguilery z 7 października 2010 w czasie konferencji prasowej w The Beverly Wilshire Hotel w Beverly Hills. Piosenka zyskała emisję radiową w Polsce, będąc wydaną w formacie airplay.

## Opinie
Według redaktorów strony internetowej the-rockferry.onet.pl, „Bound to You” to jedna z najlepszych kompozycji nagranych przez Aguilerę w latach 1997–2010. W zestawieniu stu najważniejszych utworów artystki z tego okresu serwis przypisał balladzie pozycję #18. Niemiecka dziennikarka muzyczna Yavi Bartula (styleranking.de) wskazała „Bound to You” jako jedną z pięciu najbardziej przyprawiających o dreszcze ballad z repertuaru Aguilery, a Adrianna Małolepszy (allaboutmusic.pl) uznała, że jest to jedna z dwudziestu najlepszych piosenek kiedykolwiek nagranych przez wokalistkę.

### Recenzje
Kompozycja zebrała bardzo entuzjastyczne recenzje krytyki. Recenzentka magazynu Idolator Becky Bain jednoznacznie określiła „Bound to You” jako utwór „piękny” i „znakomity”, posiadający „wspaniałą melodię”, przypominającą tą z utworów Aguilery „You Lost Me” oraz „Lift Me Up”; dodała także, że jest to dzieło na miarę nominacji do Oscara. Konkludując, Bain napisała: „Potężny, naładowany emocjonalnie i wciągający, utwór ‘Bound to You’ prezentuje Aguilerę w najlepszej formie. Nie mam pojęcia, dlaczego tak niepokojąco piękna ballada stworzona została na potrzeby filmu bijącego po oczach ckliwością”. Również Antoine Reid, redaktor witryny internetowej Decaptain.com, porównał „Bound to You” do singlowego „You Lost Me”. Według Reida, utwór „zaczyna się nieco lękliwie i stopniowo przeobraża się w potężną, wzruszającą balladę o tym, jak bohaterka Aguilery z filmu Burleska odnalazła mężczyznę, któremu mogła zaufać i powierzyć się bezgranicznie”. Pamflecista nie uznał piosenki za przebojową, lecz nadał jej szczytny tytuł „najbardziej autentycznej i prawdziwie pokazanej” ballady w dotychczasowych dorobku Aguilery. Recenzent filmowo-muzycznego serwisu internetowego Movie Buzzers, w ramach swego omówienia ścieżki dźwiękowej Burlesque: Original Motion Picture Soundtrack, pisał: „(...) Najmocniejszym ze wszystkich występów estradowych Aguilery w filmie jest ten z ‘Bound to You’, utworem, którego jest ona współautorką, i który powinien stać się jej wielkim balladowym hitem. Ta piosenka naprawdę szarpie za serce, a surowość emocji wykonawczyni powoduje, że słuchacz nie tylko czuje, jakby wysłuchiwał utworu z punktu widzenia postaci filmowej, ale zwraca również uwagę na życie prywatne Aguilery, w tym jej rozwód z mężem.”

## Promocja
Po raz pierwszy Aguilera wykonała piosenkę publicznie dnia 7 października 2010 roku w czasie konferencji prasowej w The Beverly Wilshire Hotel w Beverly Hills. Niewiele ponad miesiąc później, 18 listopada, artystka gościła w programie The Jay Leno Show. Po przeprowadzonym przez Leno wywiadzie, odśpiewała balladę „Bound to You”. 23 grudnia 2010 w sieci pojawiły się teasery wideoklipów do utworów „Bound to You” i „You Haven’t Seen the Last of Me”, złożone ze scen z filmu Burleska. Teaser pierwszego z klipów trwał jedną minutę i czterdzieści pięć sekund. Ostatecznie żadna z ballad nie była promowana oficjalnym wideoklipem.

## Nagrody i wyróżnienia
| Rok  | Ceremonia           | Nagroda                               | Rezultat     |
| ---- | ------------------- | ------------------------------------- | ------------ |
| 2011 | Golden Globe Awards | najlepsza piosenka                    | Nominacja    |
| 2011 | Academy Awards      | najlepsza oryginalna piosenka filmowa | Prenominacja |
| 2011 | Gold Derby Awards   | najlepsza piosenka oryginalna         | Nominacja    |

Uwagi
- Utwór uzyskał też prenominacje do nagród Grammy w czterech kategoriach: nagranie roku, piosenka roku, najlepszy występ solo – muzyka pop oraz najlepsza piosenka napisana dla mediów wizualnych[17][18].

## Remiksy utworu
- Engage feat. Receptor Remix – 5:05
- Detzky Remix – 4:57

## Twórcy
| - Główne wokale: Christina Aguilera - Producent: Samuel Dixon - Autor: Christina Aguilera, Samuel Dixon, Sia Furler - Aranżacja i nagrywanie instrumentów: Oliver Kraus - Programming: Samuel Dixon - Nagrywanie: Eric Spring - Asystent nagrywającego: Graham Hope | - Nagrywanie wokalu: Oscar Ramirez - Mixer: Manny Marroquin - Asystent mixera: Christian Plata - Bas akustyczny, gitara barytonowa i elektryczna: Gus Seyffert - Fortepian: Greg Kurstin - Bęben: Felix Bloxsom - Perkusja: Samuel Dixon |

## Pozycje na listach przebojów
| Kraj      | Notowanie (2010)  | Wydawca     | Najwyższa pozycja |
| --------- | ----------------- | ----------- | ----------------- |
| Indonezja | Top Digital Songs | LIMA        | 5                 |
| Rumunia   | Airplay Chart     | Soundcharts | 218               |